# Chrasť nad Hornádom
Chrasť nad Hornádom (bis 1927 slowakisch „Chrasť“; deutsch Hrost, ungarisch Haraszt) ist eine Gemeinde im Osten der Slowakei mit 928 Einwohnern (Stand 31. Dezember 2024) und gehört zum Okres Spišská Nová Ves, einem Teil des Košický kraj sowie zur traditionellen Landschaft Zips.

## Geographie
Die Gemeinde befindet sich im Südteil des Talkessels Hornádska kotlina an beiden Ufern des Hornád sowie am Nordhang des Gebirges Hnilecké vrchy, einer Untereinheit des Slowakischen Erzgebirges. Der Großteil des bebauten Ortsgebietes liegt auf der linken Flussseite, während die Bahnhaltestelle am rechten Ufer steht. Das Ortszentrum liegt auf einer Höhe von 423 m n.m. und ist 11 Kilometer von Spišské Vlachy sowie 12 Kilometer von Spišská Nová Ves entfernt.
Nachbargemeinden sind Spišský Hrušov im Norden, Vítkovce im Osten, Poráč im Süden, Matejovce nad Hornádom im Südwesten sowie Jamník im Westen und Nordwesten.

## Geschichte
Der Ort wurde zum ersten Mal 1280 als Horost schriftlich erwähnt. 1828 zählte man 56 Häuser und 410 Einwohner, die hauptsächlich als Korbmacher und Landwirte arbeiteten.
Bis 1918 gehörte der im Komitat Zips liegende Ort zum Königreich Ungarn und kam danach zur Tschechoslowakei beziehungsweise heute Slowakei.

## Bevölkerung
| Jahr                | 1994 | 2004     | 2014     | 2024    |
| ------------------- | ---- | -------- | -------- | ------- |
| Anzahl der Personen | 683  | 772      | 872      | 928     |
| Unterschied         |      | +13,03 % | +12,95 % | +6,42 % |

| Jahr                | 2023 | 2024 |
| ------------------- | ---- | ---- |
| Anzahl der Personen | 928  | 928  |
| Unterschied         |      | +0 % |

Gemäß der Volkszählung 2011 wohnten in Chrasť nad Hornádom 840 Einwohner, davon 790 Slowaken, sechs Russinen und ein Tscheche. Bei 43 Einwohnern liegt keine Angabe zur Ethnie vor.
771 Einwohner bekannten sich zur römisch-katholischen Kirche, 14 Einwohner zur griechisch-katholischen Kirche und drei Einwohner zur Evangelischen Kirche A. B. Sieben Einwohner waren konfessionslos und bei 45 Einwohnern wurde die Konfession nicht ermittelt.

## Bauwerke und Denkmäler
- römisch-katholische Pfarrkirche Hl. Dreifaltigkeit, ursprünglich im romanischen Stil errichtet. Die Entstehungszeit ist nicht abschließend geklärt, mit variierenden Angaben vom 9. bis zum 13. Jahrhundert, 1646 wurde die Kirche erweitert. Sie ist vom Grundriss her eine Rotunde und besitzt noch drei von den vier ursprünglichen Apsiden. Der Turm steht unüblicherweise über dem Chor.[5]

## Verkehr
Im Ort gibt es eine Haltestelle der Bahnstrecke Košice–Žilina.